# Material de construcció
Els materials de construcció són una matèria primera o amb més freqüència productes manufacturats, emprats en la construcció d'edificis o en obres d'enginyeria civil.

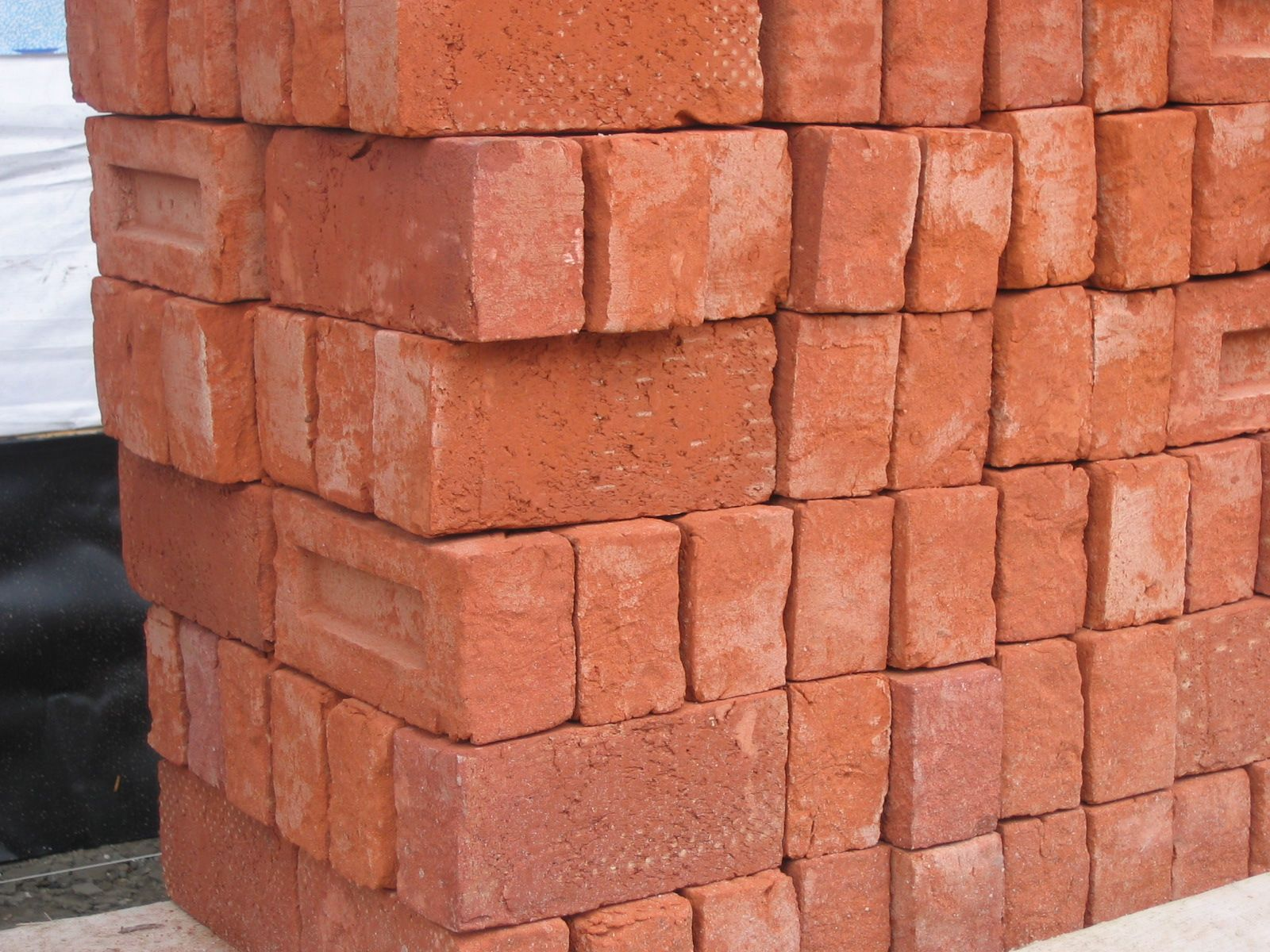
Pila de maons de fang cuit.

## Història
Des dels seus inicis, l'ésser humà ha modificat el seu entorn per adaptar-lo a les seves necessitats. Per això ha fet ús de tot tipus de materials naturals que, amb el pas del temps i el desenvolupament de la tecnologia, s'han anat transformant en diferents productes mitjançant processos de manufactura de creixent sofisticació. Els materials naturals sense processar (argila, sorra, marbre) s'indicarà com primeres matèries, mentre que els productes elaborats a partir d'aquestes (maó, vidre, rajola) es denominen materials de construcció.
No obstant, en els processos constructius moltes matèries primeres se segueixen utilitzant amb poc o cap tractament previ. En aquests casos, aquestes matèries primeres es consideren també materials de construcció pròpiament dits.
Per aquest motiu, és possible trobar un mateix material englobat en diferents categories: per exemple, la sorra pot trobar com a material de construcció (llits de sorra sota alguns tipus de paviment), o com a part integrant d'altres materials de construcció (com els morters), o com a matèria primera per a l'elaboració d'un material de construcció diferent (el vidre, o la fibra de vidre).
Els primers materials emprats per l'home van ser el fang, la pedra, i fibres vegetals com fusta o palla. Els primers "materials manufacturats" per l'home probablement hagin estat els maons de fang (tova), que es remunten fins al 13.000 a. C,, mentre que els primers maons d'argila cuita que es coneixen daten del 4.000 aC També cal esmentar els teixits i les pells, emprats com a envolupants en les tendes, o a manera de portes i finestres primitives.

## Característiques
Els materials de construcció s'empren en grans quantitats, per la qual cosa han de provenir de matèries primeres abundants i barates. Per això, la majoria dels materials de construcció s'elaboren a partir de materials de gran disponibilitat com sorra, argila o pedra.
A més, és convenient que els processos de manufactura requerits consumeixin poca energia i no siguin excessivament elaborats. Aquesta és la raó per la qual el vidre és considerablement més car que el maó, provenint ambdós de matèries primeres tan comunes com la sorra i l'argila, respectivament.
Els materials de construcció tenen com a característica comuna l'ésser duradors. Depenent del seu ús, a més hauran de satisfer altres requisits com ara la duresa, la resistència mecànica, la resistència al foc, o la facilitat de neteja.
Per norma general, cap material de construcció compleix simultàniament totes les necessitats requerides: la disciplina de la construcció és l'encarregada de combinar els materials per satisfer adequadament aquestes necessitats.

### Propietats dels materials
Per tal d'utilitzar i combinar adequadament els materials de construcció els projectistes han de conèixer les seves propietats. Els fabricants han de garantir uns requisits mínims en els seus productes, que es detallen en fulls d'especificacions. Entre les diferents propietats dels materials hi ha:
- Densitat: relació entre la massa i el volum
- Higroscopicitat: capacitat per absorbir l'aigua
- Coeficient de dilatació: variació de grandària en funció de la temperatura
- Conductivitat tèrmica: facilitat amb que un material permet el pas de la calor
- Resistència mecànica: capacitat dels materials per suportar esforços
- Elasticitat: capacitat per recuperar la forma original en desaparèixer l'esforç
- Plasticitat: deformació permanent del material davant d'una càrrega o esforç
- Rigidesa: capacitat dels materials de suportar càrregues amb poca deformació, és la resistència a la deformació

## Regulació
En els països desenvolupats, els materials de construcció estan regulats per una sèrie de codi si normativas que defineixen les característiques que han de complir, així com el seu àmbit d'aplicació.
El propòsit d'aquesta regulació és doble: d'una banda garanteix uns estàndards de qualitat mínims en la construcció, i de l'altra permet als arquitecte es enginyers conèixer de forma més precisa el comportament i característiques dels materials emprats.
Les normes internacionals més emprades per regular els materials de construcció són les normes ISO.
A Espanya existeix l'entitat certificadora AENOR amb el mateix propòsit.

## Nomenclatura
Com que els productes han de passar uns controls de qualitat abans de poder ser utilitzats, la totalitat dels materials emprats avui dia en la construcció estan subministrats per empreses. Per als materials més comuns existeixen multitud de fàbriques i marques comercials, de manera que el nom genèric del material es respecta (ciment, maó, etc). No obstant això, quan el fabricant posseeix una part important del mercat, és comú que el nom genèric sigui substituït pel de la marca dominant. Aquest és el cas del fibrociment (Uralita), del cartró guix (Pladur), o dels sòls laminats (Pergo). Tampoc és inusual que determinats productes, bé sigui per ser més específics, minoritaris, o recents, només siguin subministrats per un fabricant. En aquests casos, no sempre existeix un nom genèric per al material, que rep llavors el nom o marca amb què es comercialitza. Aquesta situació es produeix freqüentment en materials compostos (com en alguns panells sandwich) o compòsits molt especialitzats.

## Tipus
Atenent a la matèria primera utilitzada per a la seva fabricació, els materials de construcció es poden classificar en diversos grups:

### Arenosos
S'empra sorra com a part de morters i formigons
- Arena

saltanico inpreiscindible per als banys
El principal component es la sorra per normalment si afegeix aigua perque agafi mes consistencia i no es perdi mortesorra és la sílice o diòxid de silici (SiO  2 ). D'aquest compost químic s'obté:
- Vidre, material transparent obtingut del fos de sílice.
- Fibra de vidre, utilitzada com aïllant tèrmic o com a component estructural (GRC, GRP)
- Vidre cel·lular, un vidre amb bombolles utilitzat com a aïllant.

### Argila
La argila és químicament similar a la sorra: conté, a més de diòxid de silici, òxids d'alumini i aigua. El seu granulometria és molt més fina, i quan està humida és de consistència plàstica. L'argila barrejada amb pols i altres elements del propi sòl forma el fang, material que s'utilitza de diverses formes:
- Fang, compactat "in situ" produeix tàpia
- Cob, barreja de fang, sorra i palla que s'aplica a mà per construir murs.
- Tova, maons de fang, o fang i palla, assecats al sol.

Quan l'argila s'escalfa a elevades temperatures (900º C o més), aquesta s'endureix, creant els materials ceràmics:
- Maó, ortoedre que conforma la majoria de parets i murs.
- Teula, peça ceràmica destinada a canalitzar l'aigua de pluja cap a l'exterior dels edificis.
- Gres, de gran duresa, emprat en paviments i revestiments de parets. En format petit es denomina gresite
- Rajola, ceràmica esmaltada, de múltiples aplicacions com a revestiment.

D'un tipus d'argila molt fina anomenada bentonita s'obté:
- Llot bentonític, substància molt fluïda empleada per contenir terres i rases durant les tasques de fonamentació

### Pedra
La pedra es pot utilitzar directament sense tractar, o com a matèria primera per crear altres materials. Entre els tipus de pedra més emprats en construcció destaquen:
- Granit, actualment usat en sòls (en forma de lloses), aplacat i taulells. D'aquesta pedra, sol fabricar-se la:
  - Llamborda, maó de pedra amb el qual es pavimenten algunes calçades.
- Marbre, pedra molt apreciada per la seva estètica, s'empra en revestiments. En forma de llosa o rajola.
- Pissarra, alternativa a la teula en l'edificació tradicional. També usada en sòls.

La pedra en forma de còdols arrodonits s'utilitza com a acabat protector en algunes cobertes planes, i com a paviment en exteriors. També és part constitutiva del formigó
- Grava, normalment còdols.

Mitjançant la polvorització i tractament de diferents tipus de pedra s'obté la matèria primera per fabricar la pràctica totalitat dels conglomerants utilitzats en construcció:
- Cal, Òxid de calci (CaO) utilitzat com conglomerant en morters, o com acabat protector.
- Guix, sulfat de calci semihidratat (CAS  4  ·½H  2  O), forma els guarnits i lliscats.
  - Escaiola, guix de gran puresa utilitzat en cel ras i motllures.
- Ciment, producte de la calcinació de pedra calcària i altres òxids.

El ciment s'usa com conglomerant en diversos tipus de materials:
- Terratzo, normalment en forma de rajoles, utilitza pedres de marbre com a àrid.
- Pedra artificial, peces prefabricades amb ciment i diversos tipus de pedra.
- Fibrociment, làmina formada per ciment i fibres premsades. Antigament de amiant, actualment de fibra de vidre.

El ciment barrejat amb sorra forma el morter: una pasta emprada per fixar tot tipus de materials (maons, rajoles, etc), i també com a material de revestiment (arrebossat) quan guix i calç no són adequats, com ara en exteriors, o quan es precisa una elevada resistència o duresa.
- Morter
  - Morter monocapa, un morter prefabricat, acolorit en massa mitjançant additius

El ciment barrejat amb sorra i grava forma:
- Formigó, que pot utilitzar sol o armat.
  - Formigó, emprat només com a farcit.
  - Formigó armat, el sistema més utilitzat per erigir estructures
  - GRC, un formigó de àrid fi armat amb fibra de vidre
  - Bloc de formigó, semblant a un maó gran, però fabricat amb formigó.

El guix també es combina amb el cartró per formar un material de construcció de gran popularitat en la construcció actual, freqüentment utilitzat en l'elaboració de envàs:
- Cartró guix, denominat popularment Pladur™ per assimilació amb el seu principal empresa distribuïdora.

Un altre material d'origen petri s'aconsegueix en fondre i estirar basalt, generant:
- Llana de roca, usat en mantes o planxes rígides com a aïllant tèrmic.

### Metàl·lics
Els més utilitzats són el ferro i l'alumini. El primer s'alea amb carboni per formar:
- Acer, emprat per a estructures, ja sigui per si sol o amb formigó, formant llavors el formigó armat.
  - Perfils metàl·lics
  - Acer corrugat
  - Acer inoxidable
  - Acer patinable

Altres metalls emprats en construcció:
- Alumini, en fusteries i panells sandwich
- Zinc, en cobertes.
- Titani, revestiment inoxidable de recent aparició.
- Coure, essencialment en instal·lacions d'electricitat i lampisteria.
- Plom, en instal·lacions de fontaneria antigues. La llei obliga a la seva retirada, per ser perjudicial per a la salut.

### Orgànics
Fonamentalment la fusta i els seus derivats, encara que també s'utilitzen o s'han utilitzat altres elements orgànics vegetals, com palla, bambú, suro, lli, elements tèxtils o fins i tot pells animals.
- Fusta
- Contraxapat
- OSB
- Tauler aglomerat
- Fusta ciment
- Linòleum sòl laminar creat amb oli de lli i farines de fusta o suro sobre una base de tela.

### Sintètics
Fonamentalment plàstics derivats del petroli, encara que freqüentment també es poden sintetitzar. Són molt emprats en la construcció a causa de la seva inalterabilitat, el que al mateix temps els converteix en materials molt poc ecològics per la dificultat a l'hora de reciclar.
També s'utilitzen quitrans i altres polímer es i productes sintètics de diversa naturalesa. Els materials obtinguts s'usen en gairebé totes les formes imaginables: aglomerants, segelladors, impermeabilitzants, aïllants, o també en forma de pintures, esmalts, vernissos i lasurs.
- PVC o policlorur de vinil, amb el qual es fabriquen fusteries i xarxes de sanejament, entre d'altres.
  - Sòls de PVC, normalment comercialitzats en forma de làmines contínues.
- Polietilè molt usat com barrera de vapor, té també altres usos
- Poliestirè emprat com a aïllant tèrmic
  - Poliestirè expandit material de farciment de bon aïllament tèrmic.
  - Poliestirè extrusionat, aïllant tèrmic impermeable
- Polipropilè com segellant, en canalitzacions diverses, i en geotèxtil s
- Poliuretà, en forma d'escuma s'empra com a aïllant tèrmic. Altres formulacions tenen diversos usos.
- Polièster, amb ell es fabriquen alguns geotèxtil s
- ETFE, com a alternativa al vidre en tancaments, entre d'altres.
- EPDM, com làmina impermeabilitzant i en juntes estanques.
- Neoprè, com a junta estanca, i com a "ànima" d'alguns panells sandwich
- Resina epoxi, en pintures, i com a aglomerant en terratzos i productes de fusta.
- Acrílic s, derivats del propilè de diversa composició i usos:
  - Metacrilat, plàstic que en forma transparent pot substituir el vidre.
  - Pintura acrílica, de diverses composicions.
- Silicona, polímer del silici, usat principalment com segellant i impermeabilitzant.
- Asfalt en carreteres, i com a impermeabilitzant en forma de làmina i de emprimació.

## Sostenibilitat
El 2017, els edificis i la construcció van consumir conjuntament el 36% de l'energia final produïda a nivell mundial, alhora que van ser responsables del 39% de les emissions de CO₂ relacionades amb l'emissió global de CO₂. Només les quotes de la indústria de la construcció eren del 6% i de l'11%, respectivament. El consum d'energia durant la producció de materials de construcció és un contribuent dominant a la quota global de la indústria de la construcció, principalment a causa de l'ús d'electricitat durant la producció. L'energia gris dels materials de construcció rellevants als EEUU es mostren a la taula següent.
| Material                         | Energia | Energia |
| Material                         | Btu/lb  | MJ/kg   |
| maons                            | 1,600   | 3.7     |
| ciment                           | 3,230   | 7.5     |
| argila                           | 15.200  | 0.0354  |
| formigó                          | 580     | 1.3     |
| coure                            | 25,77   |         |
| vidre pla                        | 10.620  | 0.0247  |
| guix                             | 10,38   |         |
| contraxapat i xapa de fusta dura | 15.190  | 0.03533 |
| calç                             | 1,920   | 4.5     |
| aïllament de llana mineral       | 12.600  | 0.0293  |
| alumini primari                  | 80,17   |         |
| contraxapat i xapa de fusta tova | 3,97    |         |
| pedra                            | 1,43    |         |
| acer verge                       | 10,39   |         |
| fustes de fusta                  | 2,7     |         |